# Os 191 Mártires de Paris

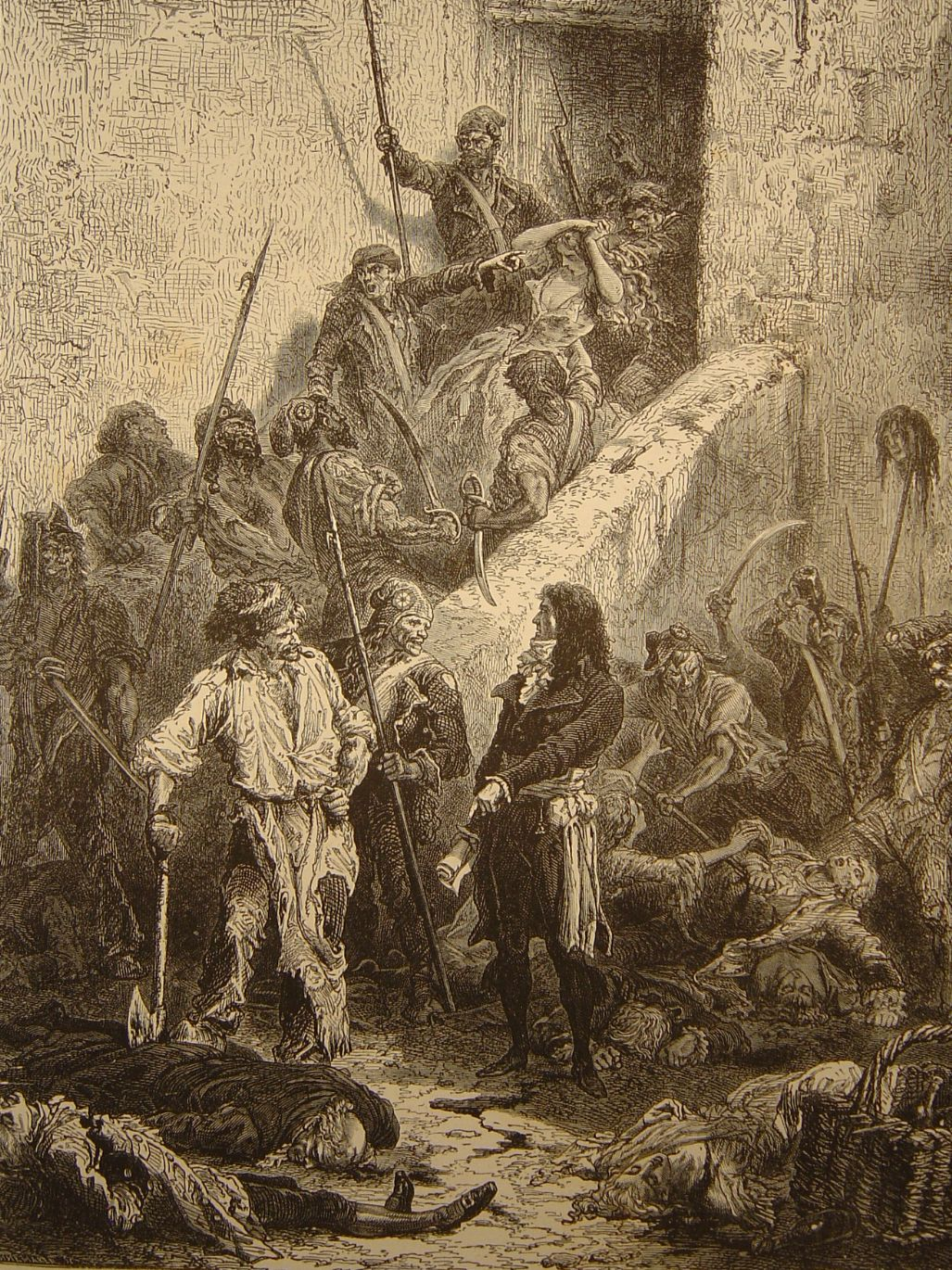
Pintura referente aos 191 católicos martirizados, ilustração feita em 1871.

Os Santos Mártires de Setembro (Saints Martyrs de Septembre) ou Abençoados Mártires de Carmes (Bienheureux Martyrs des Carmes) são 191 católicos romanos mortos na prisão de Carmes nos massacres de setembro de 1792 durante a Revolução Francesa, consistindo de três bispos, 127 padres seculares, 56 monges e freiras e 5 leigos. Eles foram beatificados pelo papa Pio XI em outubro de 1926 e são comemorados em 2 de setembro no calendário católico romano.